# Eitting

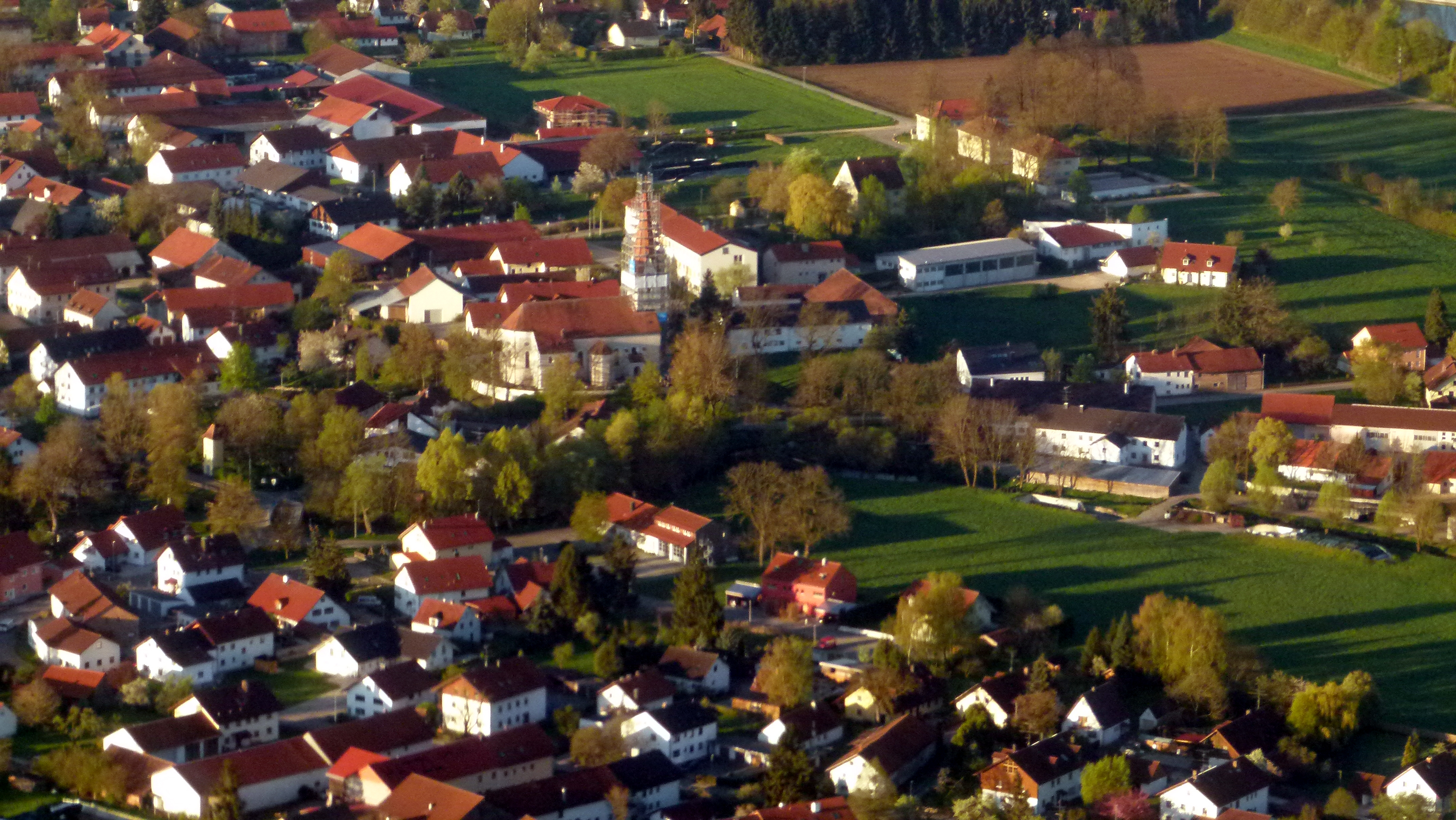
Luftbildaufnahme von Eitting

Eitting ist eine Gemeinde im oberbayerischen Landkreis Erding und ein Mitglied der Verwaltungsgemeinschaft Oberding.

## Geographie

### Lage
Eitting liegt im Erdinger Moos in der Nähe von Freising und unweit des Münchner Flughafens. Direkt am Ortsrand fließt der Mittlere-Isar-Kanal. Dort liegt das Wasserkraftwerk Eitting.
Südlich entlang der Autobahn A 92 befindet sich zwischen Eitting und Gaden das Naturschutzgebiet Viehlaßmoos; der westliche Teil des Naturschutzgebietes gehört zum Gemeindegebiet, der östliche zur Gemeinde Berglern. Westlich von Gaden befindet sich das Naturschutzgebiet Freisinger Buckl.

### Gemeindegliederung
Es gibt fünf Gemeindeteile (in Klammern ist der Siedlungstyp angegeben):
- Eitting (Pfarrdorf)
- Eittingermoos (Kirchdorf)
- Gaden (Kirchdorf)
- Grünschwaige (Gut)
- Reisen (Kirchdorf)

## Geschichte

### Bis zum 19. Jahrhundert
Eitting wurde im Jahre 811 erstmals als „Utinga“ urkundlich erwähnt und war seit jeher im Besitz des Hochstifts Freising. Seit 1284 war am Ort ein eigenes Gericht, seit 1434 eine Hofmark, die bis 1802 bestand.
Im Zuge der Verwaltungsreformen in Bayern entstand mit dem Gemeindeedikt von 1818 die Gemeinde Eitting.
Ihr gehörten auch die Orte Reisen und Gaden an. Gaden wurde schon 1232 als „Gadm“ in den Freisinger Urkunden verzeichnet. Eittingermoos wurde dagegen erst 1828 als eine Art Unterkunft für die Torfstecher geschaffen.
Das von 1921 bis 1925 errichtete Kraftwerk Eitting ist ein Laufwasserkraftwerk am Mittlere-Isar-Kanal bei Eitting.

### Einwohnerentwicklung
Gemäß Bayerischem Landesamt für Statistik  haben sich die Einwohnerzahlen jeweils zum 31. Dezember eines Jahres wie folgt entwickelt:
| Jahr | Einwohner |
| ---- | --------- |
| 1960 | 1343      |
| 1970 | 1459      |
| 1980 | 1554      |
| 1990 | 1720      |
| 1995 | 1866      |
| 2000 | 2069      |

| Jahr | Einwohner |
| ---- | --------- |
| 2005 | 2283      |
| 2006 | 2330      |
| 2007 | 2358      |
| 2008 | 2392      |
| 2009 | 2387      |
| 2010 | 2415      |

| Jahr | Einwohner |
| ---- | --------- |
| 2011 | 2415      |
| 2012 | 2478      |
| 2013 | 2531      |
| 2014 | 2618      |
| 2015 | 2704      |
| 2016 | 2770      |

| Jahr | Einwohner |
| ---- | --------- |
| 2017 | 2822      |
| 2018 | 2939      |
| 2019 | 2984      |

- Seit 1972, dem Jahr der Gemeindereform, hat sich die Einwohnerzahl bis 2015 um 1200 Personen erhöht. Das entspricht einem Wachstum von 79,79 Prozent. In den letzten zehn (fünf) Jahren nahm die Einwohnerzahl um 16,05 (11,97) Prozent zu.

## Politik

### Gemeinderat
Die Kommunalwahlen 2020 erbrachten für den Rat der Gemeinde folgende Sitzverteilung:
- CSU und parteifreie Wähler: vier Sitze
- Wählergruppe Gemeindefriede: fünf Sitze
- Ortsliste Reisen: drei Sitze
- Ortsliste Gaden: zwei Sitze

### Bürgermeister
Erster Bürgermeister ist seit 2020 Reinhard Huber (Ortsliste Reisen). Der vorherige Bürgermeister Georg Wiester trat nicht mehr an.

### Wappen
Das Wappen wurde am 13. März 1967 durch das Bayerische Innenministerium genehmigt. Die Wappenbeschreibung lautet: „Im Wellenschnitt schräglinks geteilt von Rot und Gold; oben die wachsende Krümme eines Bischofsstabes, unten ein schwarzer Eberkopf.“
Durch die Gemarkung zieht der Kanal der Mittleren Isar, dessen Energie im Kraftwerk Eitting genutzt wird. Dieses markante Kennzeichen der Gemeinde wird im Wappen durch das heraldische Symbol für den Wasserlauf, den sogenannten Wellenschnitt dargestellt. Die Ortsgeschichte ist geprägt durch die Hofmark Eitting des Hochstift Freising bzw. des Domkapitels und durch die Wirksamkeit der adeligen Familie von Ebersbeck im Gemeindeteil Reisen. Daran erinnern im Wappen der Bischofsstab als Hinweis auf Freising sowie die Freisinger Farben (Schwarz, Gold und Rot) und die Wappenfigur der Ebersbeck, der Eberkopf.

### Flagge
Die Flagge wurde am 29. September 1989 durch die Regierung von Oberbayern genehmigt. Die Flagge zeigt zwei Streifen in der Farbenfolge Gelb-Schwarz mit aufgelegtem Wappen.

## Sehenswürdigkeiten
- Pfarrkirche St. Georg in Eitting: erbaut 1713–1719 von Anton Kogler, unter Einbeziehung gotischer Langhausmauern. Stattlicher Saalbau; im Chor reicher Stuckdekor von Nikolaus Liechtenfurtner gegen 1720.

- Filialkirche St. Jakobus der Ältere in Gaden: Backsteinbau um 1430, im Chor Netzgewölbe, im Schiff hölzerne Flachdecke, Turm Ende 15. Jh.

- Filialkirche St. Margaretha in Reisen:

Chor mit Netzgewölbe aus spätgotischer Zeit noch weitgehend erhalten, das Langhaus barockisiert; Turmoberteil 1765 von Johann Baptist Lethner

## Wirtschaft und Infrastruktur
Eine wohnortnahe Grundversorgung ist mit Bäcker, Metzger und Hofladen gegeben. Im Ort gibt es die Brauerei Eittinger.
Das Entsorgungsunternehmen Wurzer Umwelt in Gaden hat 450 Mitarbeiter.

### Land- und Forstwirtschaft
Bestanden im Jahr 1999 noch 78 landwirtschaftliche Betriebe, ging deren Zahl bis 2010 auf 54 zurück.

Lärmteppich Flughafen München

| Betriebsgröße in ha | Anzahl der Betriebe | Anzahl der Betriebe |
| Betriebsgröße in ha | 1999                | 2010                |
| ------------------- | ------------------- | ------------------- |
| unter 5             | 10                  | -                   |
| 5 bis unter 10      | 7                   | 4                   |
| 10 bis unter 20     | 17                  | 12                  |
| 20 bis unter 50     | 35                  | 25                  |
| 50 oder mehr        | 9                   | 13                  |
| Gesamt              | 78                  | 54                  |

### Verkehr
Nördlich des Ortes verläuft die A 92 mit der Anschlussstelle Erding. Über die dort beginnende Flughafentangente Ost besteht eine Anbindung in Richtung Erding und darüber hinaus. Der Ort Eitting verfügt über eine Ortsumfahrung, die Kreisstraße ED 19, die den Verkehr zum Münchner Flughafen vom Kernort fernhält. Besonders bei Ostwind (und den damit Richtung Osten startenden Flugzeugen) ist Eitting von Fluglärm betroffen. Eine ÖPNV-Anbindung besteht mit der MVV-Buslinie 569 Gaden-Eitting-Reisen-Niederding-Erding.
Entlang des Mittlere-Isar-Kanals verlief bis 1967 die zu dessen Bau errichtete Bahnstrecke Altenerding–Pfrombach.

### Bildung
In Eitting befinden sich ein Kinderhaus (Kinderkrippe und Kindergarten) und die Grundschule.